# Religion i Iran
Religion i Iran består främst av fem olika religioner: zoroastrism, judendom, kristendom, islam och baha'i. Det finns också en liten grupp mandéer i landets sydvästra hörn, provinsen Khuzestan. Under senantiken var manikeismen en viktig iransk religion som var spridd i stora delar av Asien och Sydeuropa. 
Shiaislam gjordes till officiell religion av safaviderna 1503, vilket innebär att Iran var sunnitiskt i omkring 900 år. Efter den iranska revolutionen 1979 blev det återigen förbjudet att konvertera från islam eller att uppmuntra andra att konvertera från islam.

## Zoroastrism
Zoroastrismen uppstod i östra Iran omkring år 1500 f.Kr. och kännetecknas av dess monoteism och etiska dualism. Religionens namn kommer från dess grundare, filosofen Zarathustra (Zoroaster) som är författare av en diktsamling, Sånger. Zoroastrismen var den dominerade religionen i den iranska världen, eller "Stor-Iran"), under hela antiken. På grund av svår förföljelse från islam efter 600-talet utrotades religionen nästan helt och hållet. Majoriteten flydde till Indien och Kina medan ett fåtal gömde sig i otillgängliga bergstrakter utanför Yazd i centrala Iran. Zoroastrierna fortsatte att emigrera i flera vågor mot Indien från slutet av 700-talet. I Indien kom dessa zoroastriska perser att kallas för "parser". I Iran infördes en rad diskriminerande lagar som varade fram till slutet av 1800-talet. Det var först under Shah Reza Pahlavis styre och inrättandet av Pahlavidynastin som zoroastrierna blev fullvärdiga invånare och medborgare i Iran. Efter revolutionen 1979 har zoroastrierna utsatts på nytt för diskriminerande behandling. Man har en representant i det iranska parlamentet men denna position är enbart symbolisk eftersom politiken styrs av den islamiska ideologin. Idag sker konvertering till zoroastrismen i hemlighet i Iran. Idag finns bara en rest om cirka 20000 – 30 000 troende i Iran. 
Nyår, eller nouruz på persiska, är en forniransk ritual som är nära förknippad med zoroastrismen. Den firas runt den 20 mars, den första vårdagen enligt solkalendern, då solen står i vädurens tecken. Man tänder brasor och hoppar över elden. Vördnad för ljuset och elden spelar stor roll i zoroastrismen. Under det akemenidiska perserriket firades nouruz i kungapalatsen i Persepolis med dans, sång och poesihögläsning.

## Kristendom och judendom
Andra viktigare minoriteter bekänner sig till kristendom (ortodoxa armenier, ca 200 000 och assyrier, ca 30 000) samt omkring 50 000 till judendom. Judendomen är en av Irans äldsta religioner. Den iranska judiska diasporan är den äldsta i världen och har sina rötter i den babylonska fångenskapen. Judarna frigavs därifrån av perserkungen Kyros den store.

## Islam
Islam är statsreligion i den Islamiska Republiken Iran. Beroende på uppgiftslämnare anges mellan 80 och 90 procent av Irans befolkning på 70,7 miljoner invånare vara muslimer.[när?] Islam är från 1503 officiell religion och efter iranska revolutionen 1979 reglerar den även statsskicket. Över 80 procent av Irans muslimer hör till de shiitiska imamiterna, medan resterande muslimer – företrädesvis balocher och kurder bosatta i landet – är sunniter. 
Irans styrelseskick genomsyras av regler och tänkesätt som utgår från de islamiska sharia-lagarna. Ovanpå vad som liknar en 'tredelad statsmakt' finns den så kallade revolutionens ledare (Rahbar), som uppfattas som Allahs ställföreträdare på jorden i väntan på den tolfte imamens återkomst på Domedagen. Ledaren har befogenhet att ingripa med ett religiöst veto mot all lagstiftning. Han väljs på livstid av det islamkunniga expertrådet och kan hindra parlamentet Majlis från att stifta lagar som inte följer sharia. 
Förutom Ledaren finns Väktarrådet (Shora-ye-Negahban) som består av sex troslärda samt sex jurister. Ledaren utser de sex troslärda och Högsta domstolen de sex juristerna. Dessa förväntas bilda ännu ett värn mot oönskade förslag till lagstiftning, presidentkandidater med mera. Presidenten agerar såväl statschef som regeringschef, men både parlamentets och presidentens makt är därför mycket kringskurna.
Efter revolutionen 1979 återfinns ett kalligrafiskt 'Allah' på Irans flagga.

## Bahai
Den största minoriteten är de bahá'í-troende, vars antal har uppskattats från 200 000 till 640 000, och som av Internationella Bahá'í-samfundet i Haifa år 2000 beräknades till 463 000. Icke-muslimer behandlas restriktivt av de styrande mullorna, men det finns en fatwa från 1980(?) som värnar godkända religioner och skyddar mot värre övergrepp. Bahá’ítron är dock inte en godkänd religion i Iran och bahá'íerna har stundtals varit svårt förföljda. De har bl.a. inte tillträde till högre utbildning och har i vissa fall avrättats när de iranska myndigheterna funnit att de undervisat i bahá'í-tron. Bahá'í har sitt ursprung i den inhemska bábísmen. Babíerna såg sin upphovsman år 1844 i Báb och bortåt 20 000 anhängare avrättades runt 1850. Som ett led i förföljelserna har Bábs hus i Shiraz och andra för bahá'íerna och något tusental kvarvarande babier heliga platser rivits eller på annat sätt förstörts av de iranska myndigheterna.  En anledning till den hårda förföljelsen av bahá'íer är deras tro på Bahá'u'lláh som en ny budbärare från Gud efter Muhammed gör dem till renegater, avfällingar från islam. Många bahá'íer har emigrerat, och i exempelvis Indien finns nu fyra gånger fler bahá'íer än i trons ursprungsland Iran.